# Eiki Eiki
Eiki Eiki (japonès: 影木栄貴)  (Tòquio, 6 de desembre de 1971) és una dibuixant de manga japonesa que ha estat creant manga des de 1998. La majoria del seu manga està escrit sota el gènere yaoi i yuri.

## Biografia
És néta de l'antic primer ministre del Japó Noboru Takeshita i la germana gran del cantant de rock Daigo. Va viure a Ichikawa, Chiba, però va haver de tornar a Tòquio després que el seu avi es convertís en el primer ministre del Japó. A partir de l'11 de gener de 2016, és la cunyada de l'actriu Keiko Kitagawa.
Un dels seus bons amics, també un artista de manga, és Mikiyo Tsuda, també conegut com Taishi Zaō. Sovint són coautors de manga junts, mostren el seu art junts i fan sessions d'autògrafs junts, entre altres coses. Fins i tot se sap que Eiki Eiki actua de vegades com a gerent de Taishi Zaō. Eiki Eiki's la persona és la d'un conill que porta una corbata de llacet.